# Caballo de Hierba y Barro

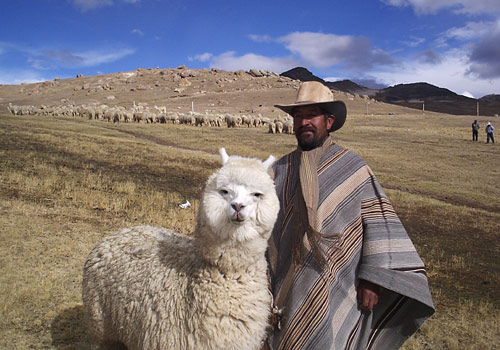
El Caballo de Hierba y Barro representado por una alpaca.

El Caballo de Hierba y Barro o Cǎonímǎ (草泥马) es un meme de Internet chino basado en un juego de palabras. Los juegos de palabras homófonos en chino estándar son populares entre muchos chinos, y se han convertido en un componente importante de la cultura china.
Se trata de un juego de palabras con el insulto en mandarín cào nǐ mā (肏你媽), literalmente, "fóllate a tu madre," y es una de las 10 criaturas míticas creadas en un artículo de broma en Baidu Baike a comienzos de 2009 cuyos nombres forman juegos de palabras obscenos. Se ha convertido en un fenómeno de culto en foros de Internet en China y ha atraído la atención de la prensa mundial, habiendo aparecido vídeos, dibujos animados y productos del animal (del que se dice que se parece a la alpaca). También se le ha considerado un símbolo contra la Censura de Internet en China.
El caballo de hierba y barro ha generado videos musicales y documentales de imitación, e incluso han sido producidos muñecos de peluche.

## Etimología y especie ficticia

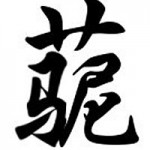
Caracter chino inventado por internautas para representar el "Caballo de hierba y barro"

El Caonima, literalmente "Caballo de Hierba y Barro," es supuestamente una especie de alpaca. El nombre es similar a una grosería (en chino: 肏你妈/操你媽; pinyin: cào nǐ mā), que se puede traducir como "fóllate a tu madre" o "que se joda tu madre." Las dos palabras no son de hecho homófonas: tienen las mismas consonantes pero vocales con tonos diferentes, y se representan con caracteres distintos. Según el artículo original y anónimo publicado en Baidu Baike, los caballos de hierba y barro son originarios de una zona conocida como el desierto de "Mahler Gobi" (马勒戈壁, Mǎlè Gēbì, que se parece a los caracteres chinos 妈了个屄, māle ge bī, que significa "el puto coño de tu madre"). Algunas variantes del animal se conocen como "caballos de barro y hierba fértil" (沃草泥马, Wò Cǎonímǎ, que se parece a 我肏你妈, Wǒ cào nǐ mā, que significa "me follo a tu madre"). El Caballo de Hierba y Barro solo puede comer hierba fértil (沃草, wò cǎo, que se parece a 我肏, Wǒ cào, que significa "¡Follo!" o simplemente "¡Joder!"). Otras subespecies son conocidas como "Caballos de hierba y barro locos/violentos" (狂草泥马, Kuáng Cǎonímǎ), que son considerados los "reyes" de los Caonima. La imagen inicial encontrada en el artículo original de Baidu Baike era una cebra, pero fue sustituida por una alpaca en revisiones posteriores.

## Hábitat ficticio

Sello chino tallado que incluye una combinación de tres caracteres, realizada por internautas chinos como sátira de la censura china en Internet.

Debido a que se dice que el Caballo de Hierba y Barro es la especie dominante que vive en el desierto de Mahler Gobi, la región también se llama "Gobli del Caballo de Hierba y Barro" (草泥马戈壁, Cǎonímǎ Gēbì, cuya pronunciación se aproxima a la de 肏你妈个屄, cào nǐ mā ge bī, que significa "folla el coño de tu madre"). El animal se caracteriza por ser "vivaz, inteligente y tenaz". Sin embargo, se dice que su existencia está amenazada por los "cangrejos de río" que están invadiendo su hábitat.
El cangrejo de río (河蟹, héxiè) simboliza la censura de internet en China. Su pronunciación se asemeja a la palabra "armonía" (和谐, héxié), en referencia a la "sociedad armoniosa", a la que los dirigentes chinos profesan aspirar, y que los censores chinos utilizan para justificar la censura de internet. Como resultado, cuando se borra un post en un microblog, el aviso de censura dice que el post ha sido "armonizado" (和谐, héxié), que se pronuncia de forma similar a "cangrejo de río" (河蟹, héxiè) en mandarín, por lo que los internautas chinos dicen que el post se lo ha comido el "cangrejo de río." El término "cangrejo" en sí mismo en jerga rural se refiere a "un matón que utiliza el poder a través de la fuerza," y el "cangrejo de río" se ha convertido en un símbolo de la censura cruda respaldada con la amenaza de la fuerza. El cangrejo de río se representa a menudo llevando tres relojes de pulsera, ya que 带三个表 (dài sān ge biǎo, "lleva tres relojes") suena similar a 三个代表 (Sāngè Dàibiǎo), la ideología de la "Triple representatividad," una interpretación del comunismo promovida por el antiguo líder chino Jiang Zemin. Los caballos de hierba y barro se describen frecuentemente luchando contra "cangrejos de río".

## Formatos
En 2009 empezaron a aparecer en Internet vídeos musicales"documentales"  y dibujos animados sobre el caballo de hierba y barro. El vídeo musical original del caballo de hierba y barro, con un arreglo musical de un coro de niños, ha sido comparado con It's a Small World, y obtuvo 1.4 millones de visitas en sus primeros tres meses. Un dibujo animado sobre el caballo de hierba y barro un cuarto de millón de visitas, y un documental natural sobre sus hábitos recibió 180.000 visitas más en el mismo periodo de tiempo. Aunque algunos vídeos del caballo de hierba y barro no fueron técnicamente bloqueados por los censores chinos, tenían el sonido bloqueado, con un mensaje que decía "Este vídeo contiene una pista de audio que no ha sido autorizada por WMG."
La revista semanal Yazhou Zhoukan (亞洲周刊) informó que Zhan Bin, un profesor del Instituto de Tecnología de la Moda de Pekín, creó un nuevo carácter chino fusionando los tres radicales de caracteres chinos para "hierba", "barro" y "caballo". La palabra no tiene pronunciación oficial. La "limpieza" oficial de Internet, que amenaza a los Caonima, ha llevado a los internautas chinos a crear otras variantes de "Caballo de barro", como el "滾泥马" (Gǔnnímǎ, "Caballo de barro rodante") y el "幹泥马" (Gànnímǎ, "Caballo de barro trabajador"). "Gunnima" y "Gannima" son juegos de palabras que significan "jódete" y "folla a tu madre," respectivamente.
El "caballo de hierba y barro" se hizo ampliamente conocido en la web en inglés tras la publicación de un artículo del New York Times sobre el fenómeno el 11 de marzo de 2009, que suscitó un amplio debate en blogs. En marzo de 2011, empezaron a venderse en Internet artículos con la temática del caballo de hierba y barro, como muñecos de felpa. Al parecer, un fabricante de juguetes de Guangzhou produjo su primer lote de 150 peluches del caballo de hierba y barro con certificados de nacimiento oficiales emitidos por "la Oficina de Criaturas Místicas de Mahler Gebi." Los animales son de color marrón y blanco, llamados "Ma Le" (马勒) y "Ge Bi" (歌碧) respectivamente, y se venden por 40 yuanes cada uno. Para acompañarlas, se ha creado un manual de uso y alimentación. Mientras que antes de la represión se les llamaba "Caonima", ahora los vendedores de Internet los anuncian utilizando el término chino correcto, "羊驼" (Alpaca).
En 2009, el renombrado artista Ai Weiwei publicó una imagen de sí mismo desnudo con solo un 'Caonima' cubriendo sus genitales, con el pie de foto "草泥马挡中央" (cǎonímǎ dǎng zhōngyāng, literalmente "un caballo de hierba y barro cubriendo el centro". Una interpretación del pie de foto es: "fóllate a tu madre, Comité Central del Partido Comunista". Los observadores políticos especularon con que la foto podría haber contribuido a la detención de Ai en 2011 al enfadar a los partidarios de la línea dura del Partido Comunista chino.